# Luke Rowe
Luke Rowe (Cardiff, 10 marzo 1990) è un ex ciclista su strada ed ex pistard britannico.
Professionista dal 2012 al 2024, è uno specialista delle classiche pur svolgendo prevalentemente ruoli di gregariato

## Carriera
Originario del Galles, passa professionista nel 2012 con il team ProTour Sky. Alla prima stagione da pro vince una tappa del Tour of Britain e veste per un giorno la maglia di leader della corsa, e si classifica secondo nella cronometro a coppie Duo Normand. Nel 2013 partecipa alle classiche del Nord e alla Vuelta a España, e ottiene cinque piazzamenti nei primi dieci. Nel 2014 prende ancora parte alle classiche del Nord e alla Vuelta a España, nonché ai Giochi del Commonwealth (conclude sesto nella prova in linea), e contribuisce ai successi della squadra all'Omloop Het Nieuwsblad, al Tour de Romandie, al Tour of California e al Giro di Baviera. In tutte e tre le stagioni viene selezionato per rappresentare la Gran Bretagna nella prova in linea dei campionati del mondo su strada.
Nei primi mesi del 2015 mette a referto buoni piazzamenti, classificandosi quarto alla Cadel Evans Great Ocean Road Race, settimo al Tour of Qatar e nono all'Omloop Het Nieuwsblad. In aprile ottiene l'ottavo posto alla prestigiosa Parigi-Roubaix, mentre in luglio partecipa per la prima volta al Tour de France, contribuendo al successo finale del capitano Chris Froome, e in settembre ai campionati del mondo su strada di Richmond. Nel 2016 è quarto all'Omloop Het Nieuwsblad e soprattutto quinto al Giro delle Fiandre; prende inoltre parte al Tour de France, in cui è ancora il suo compagno Chris Froome a vincere.

## Palmarès

### Strada
- 2009 (Under-23, due vittorie)[1]

ZLM Tour
Trofeo Antonietto Rancilio
- 2010 (Under-23, una vittoria)[1]

Gran Premio Sportivi di Poggiana
- 2011 (Under-23, due vittorie)[1]

ZLM Tour
7ª tappa Internationale Thüringen-Rundfahrt (Rund um Weida)
- 2012 (Sky Procycling, una vittoria)

1ª tappa Tour of Britain (Ipswich > Norfolk)
- 2017 (Team Sky, una vittoria)

2ª tappa Herald Sun Tour (Mt Beauty > Beechworth)

### Altri successi
- 2015 (Team Sky)

1ª tappa Giro di Romandia (Vallée de Joux > Juraparc, cronosquadre)
- 2018 (Team Sky)

1ª tappa Settimana Internazionale di Coppi e Bartali (Gatteo a Mare > Gatteo, cronosquadre)
3ª tappa Giro del Delfinato (Pont-de-Vaux > Louhans-Châteaurenaud, cronosquadre)

### Pista
- 2007

Campionati europei, Inseguimento a squadre Juniores (con Adam Blythe, Peter Kennaugh e Mark McNally)
Campionati britannici, Americana (con Adam Blythe)
- 2008

Campionati europei, Americana Juniores (con Mark Christian)
Campionati britannici, Mezzofondo
- 2010

Campionati britannici, Americana (con Mark Christian)
- 2011

Campionati britannici, Americana (con Peter Kennaugh)

## Piazzamenti

### Grandi Giri
- Tour de France

2015: 136º
2016: 151º
2017: 167º
2018: 128º
2019: squalificato (17ª tappa)
2020: 129º
2021: fuori tempo massimo (11ª tappa)
2022: 105º
- Vuelta a España

2013: ritirato (15ª tappa)
2014: 141º

### Classiche monumento
- Milano-Sanremo

2015: 130º
2016: 91º
2017: 98º
2018: 146º
2019: 103º
2021: 118º
2022: 85º
2023: 148º
2024: 131º
- Giro delle Fiandre

2013: 93º
2014: 62º
2015: 50º
2016: 5º
2017: 120º
2018: squalificato
2019: 27º
2020: 50º
2021: ritirato
2023: 95º
- Parigi-Roubaix

2013: 109º
2014: 31º
2015: 8º
2016: 14º
2017: ritirato
2018: ritirato
2019: 32º
2021: 67º
2022: 102º
2023: 127º
- Liegi-Bastogne-Liegi

2012: ritirato
2021: 134º

### Competizioni mondiali
- Campionati del mondo su strada

Mendrisio 2009 - In linea Under-23: 64º
Geelong 2010 - In linea Under-23: 11º
Copenaghen 2011 - In linea Under-23: 75º
Limburgo 2012 - In linea Elite: 88º
Toscana 2013 - In linea Elite: ritirato
Ponferrada 2014 - In linea Elite: ritirato
Richmond 2015 - Cronosquadre: 9º
Richmond 2015 - In linea Elite: ritirato
Doha 2016 - In linea Elite: ritirato
Imola 2020 - In linea Elite: ritirato
Fiandre 2021 - In linea Elite: ritirato
Wollongong 2022 - In linea Elite: ritirato
Glasgow 2023 - In linea Elite: ritirato

### Competizioni europee
- Campionati europei su strada

Sofia 2007 - Cronometro Juniores: 34º
Verbania 2008 - Cronometro Juniores: 12º
Verbania 2008 - In linea Juniores: 2º
Offida 2011 - Cronometro Under-23: 16º
Offida 2011 - In linea Under-23: ritirato
Glasgow 2018 - In linea Elite: 15º
Alkmaar 2019 - In linea Elite: 35º
Drenthe 2023 - In linea Elite: 75º
- Campionati europei su pista

Cottbus 2007 - Inseguimento a squadre Juniores: vincitore
Pruszków 2008 - Americana Juniores: vincitore
Pruszków 2008 - Inseguimento a squadre Juniores: 2º
Pruszków 2008 - Inseguimento individuale Juniores: 2º
Anadia 2011 - Scratch Under-23: 2º